# Grote Combéweg
De Grote Combéweg bevindt zich in de Surinaamse hoofdstad Paramaribo en is vernoemd naar de wijk Combé. De weg loopt van vanaf de noordelijke punt van het Onafhankelijkheidsplein en de Henck Arronstraat in noordoostelijke richting naar de Mahonylaan. Het eerste deel wordt door UNESCO gerekend tot de historische binnenstad.
Begin 20e eeuw was hier een open gebied met bomen en struiken. De Grote Combéweg vormt een van de grenzen van de wijk Combé. Begin 21e eeuw zijn veel percelen bebouwd en is er geluid van langskomend verkeer en het uitgaansleven.

## Gedenktekens
Op de hoek met het Onafhankelijkheidsplein bevindt zich het standbeeld van Janey Tetary. Zij was een contractarbeidster en leidde in 1884 de opstand op de plantage Zorg en Hoop aan de Beneden-Commewijne en werd daarbij doodgeschoten. Haar beeld kwam in 2017 in de plaats voor het borstbeeld van Barnet Lyon, die in 1884 de waarnemend agent-generaal voor de Immigratie was.
Bij de ingang van de Palmentuin staat het beeld van Ruben Klas. Het is gemaakt door zijn vader, Jozef Klas, en herinnert aan zijn tragische dood doordat hij zich tijdens het spelen in de koelkast had verstopt.
Op de hoek van de Palmentuin staat het beeld van Fred Ramdat Misier. In de hal Buiten-Sociëteit Het Park hangen het monument van Lodewijk Stumpf (nu alleen nog een gedenkplaat) en het monument van Buiten-Sociëteit Het Park (eveneens een gedenkplaat).
Hieronder volgt een overzicht van de gedenktekens in de straat:
| Onderwerp                              | Type        | Kunstenaar            | Onthulling | Locatie                  | Omschrijving                           |
| -------------------------------------- | ----------- | --------------------- | ---------- | ------------------------ | -------------------------------------- |
| Monument van Lodewijk Stumpf           | gedenkplaat | onbekend              | 1903       | Grote Combéweg, Het Park | Lodewijk Stumpf, Stichter van Het Park |
| Monument van Buiten-Sociëteit Het Park | gedenkplaat | onbekend              | 1954       | Grote Combéweg           | herbouw Buiten-Sociëteit Het Park      |
| Standbeeld van Janey Tetary            | standbeeld  | George Ramjiawansingh | 2017       | hoek Grote Combéweg      | opstandsleidster Janey Tetary          |
| Ruben Klas                             | standbeeld  | Jozef Klas            | onbekend   | Palmentuin               | overleden zoon                         |
| Borstbeeld van Fred Ramdat Misier      | borstbeeld  | Erwin de Vries        | 2017       | Palmentuin               | president Fred Misier                  |

| beeld van Ruben Klas |  | beeld van Janey Tetary |
| beeld van Ruben Klas |  | beeld van Janey Tetary |

## Gebouwen en Palmentuin

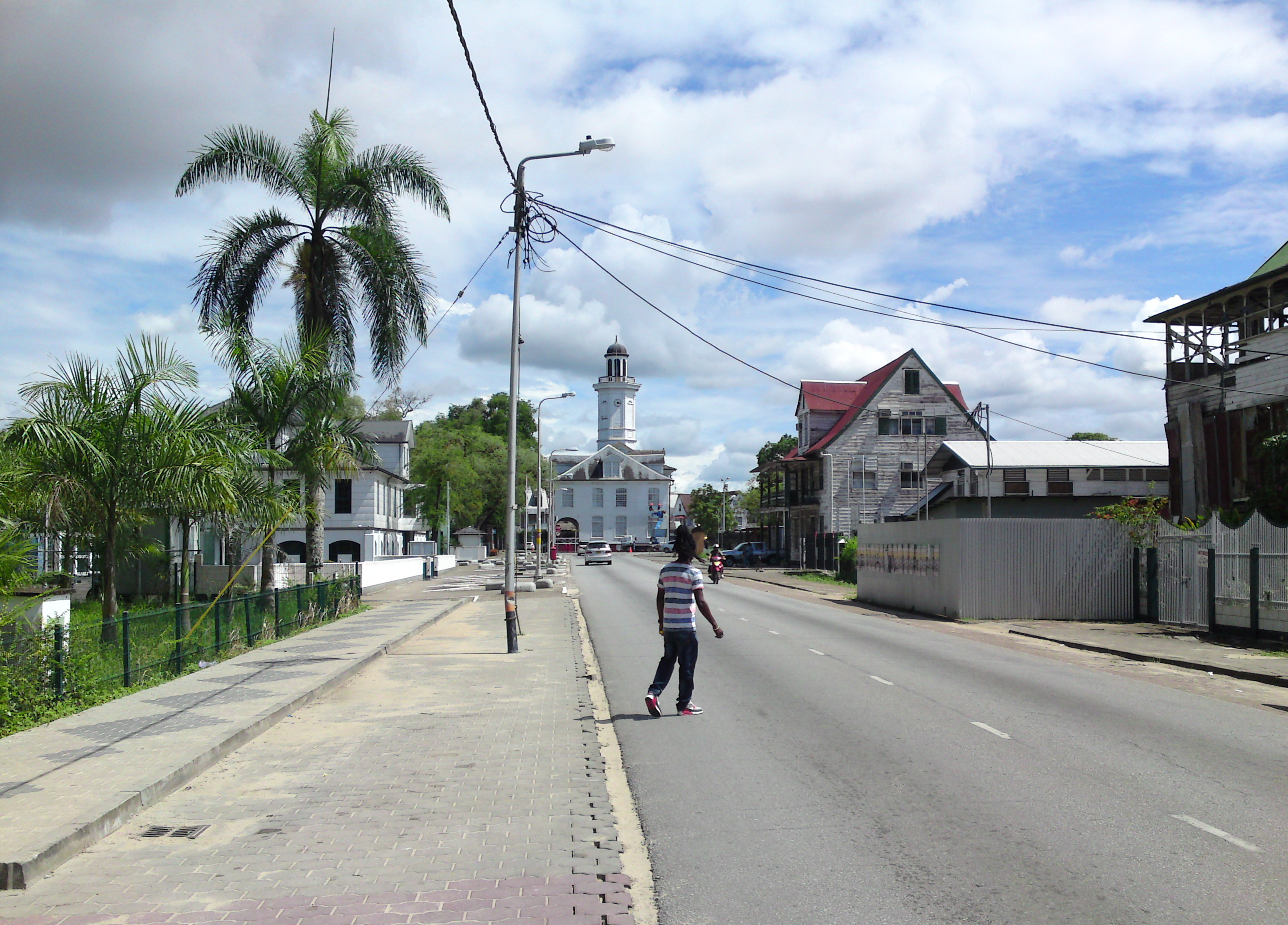
De Grote Combéstraat met uitzicht op het voormalige ministerie van Financiën

Rond 1900 bevond zich aan het begin van de Grote Combéweg het Groote Combé-koloniaal Museum. Op de hoek met de Henck Arronstraat brandde in 1996 het gebouw van De Nationale Assemblée af. In 2019 werd aan de nieuwbouw begonnen, waarvoor geld werd geleend van de Inter-Amerikaanse Ontwikkelingsbank (IDB). In 2022 volgde de oplevering van de huisvesting van de assembléeleden; de grote vergaderzaal was toen nog niet klaar. In 2013 brandde aan de Grote Combéweg het omstreden Pand Wilsterman af, dat eveneens de overheid toebehoorde en ooit voor 900.000 USD door Jules Wijdenbosch was gekocht. Aan de linkerzijde van de weg bevinden zich aan het begin nog enkele overheidsgebouwen.
Aan de linkerzijde bevinden zich verder de IBW Hogeschool, De Hal (De Grote Hall van Combé), Zus & Zo, de Buiten-Sociëteit Het Park (sinds circa 1996), en aan het eind de Combé Markt.
Aan de rechterzijde bevinden zich onder meer de Kantongerechten, de Palmentuin, de Wakapasi, het Centraal Belastingkantoor, de Kong Ngie Tong Sang-zondagmarkt (sinds 2011) en de Combé Kerk.

### Monumenten
Verschillende monumentale panden aan de Grote Combéweg zijn verwaarloosd. Het pand op nummer 3 werd opgenomen in het Paramaribo Urban Rehabilitation Program (PURP, 2018-2023), waardoor het in aanmerking is gekomen voor restauratie. Anno 2022 staan de volgende 10 monumenten in de Grote Combéweg:
| Omschrijving           | Bouwjaar       | Adres             | Coördinaten                  | Objectnummer? | Afbeelding                    |
| ---------------------- | -------------- | ----------------- | ---------------------------- | ------------- | ----------------------------- |
| woonhuis               |                | Grote Combéweg 3  | 5° 49' 46" NB, 55° 9' 2" WL  | BPO 091       | Meer afbeeldingen Upload foto |
| tuinaanleg: Palmentuin | einde 19e eeuw | Grote Combéweg 6  | 5° 49' 42" NB, 55° 9' 4" WL  | BPO 092       | Meer afbeeldingen Upload foto |
| woonhuis               |                | Grote Combéweg 7  |                              |               | Meer afbeeldingen Upload foto |
| woonhuis               |                | Grote Combéweg 9  |                              |               | Meer afbeeldingen Upload foto |
| woonhuis               |                | Grote Combéweg 11 | 5° 49' 46" NB, 55° 9' 2" WL  | CPO 057       | Meer afbeeldingen Upload foto |
| woonhuis               |                | Grote Combéweg 13 | 5° 49' 43" NB, 55° 9' 6" WL  | CPO 058       | Meer afbeeldingen Upload foto |
| Combékerk              |                | Grote Combéweg 32 | 5° 49' 54" NB, 55° 8' 57" WL | BPO 093       | Meer afbeeldingen Upload foto |
| woonhuis               |                | Grote Combéweg 33 |                              | CPO 059       | Meer afbeeldingen Upload foto |
| woonhuis               |                | Grote Combéweg 34 | 5° 49' 48" NB, 55° 9' 1" WL  | BPO 094       | Meer afbeeldingen Upload foto |
| woonhuis               |                | Grote Combéweg 35 | 5° 49' 48" NB, 55° 9' 1" WL  | BPO 095       | Meer afbeeldingen Upload foto |